# Millerntor

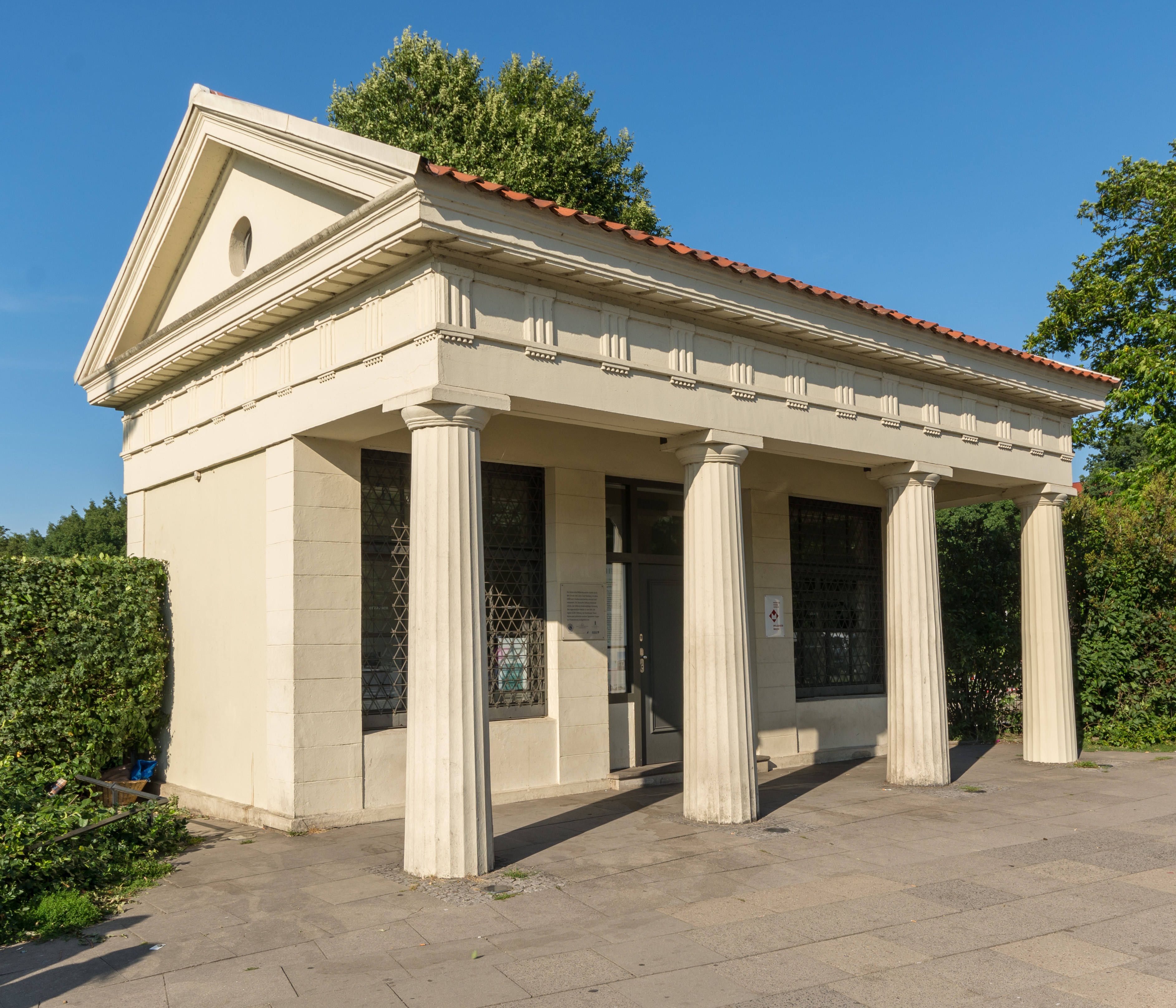
Das letzte verbliebene nördliche Wachhaus am heutigen Millerntorplatz, erbaut von Carl Ludwig Wimmel

Das Millerntor (auch Milderdor, Mildradisdor, Ellerntor, Düster(n)tor oder Altonaertor) war das westliche der früheren Hamburger Stadttore. Es wurde im Zuge mehrerer Stadterweiterungen mehrfach versetzt und befand sich zuletzt beim heutigen Millerntorplatz an der Grenze zwischen der Neustadt und der Vorstadt St. Pauli. Es wies zur einstigen Nachbarstadt Altona/Elbe und wurde deshalb auch als Altonaer Tor bezeichnet. Von diesem letzten Millerntor führte die Reeperbahn zum Altonaer Nobistor. 
Heute bezeichnet Millerntor umgangssprachlich die Gegend um den Millerntorplatz, insbesondere das nahe gelegene Millerntor-Stadion. Von 1912 bis 1935 war Millerntor zudem der offizielle Name des unter dem Platz gelegenen U-Bahnhofes St. Pauli. 

## Standorte

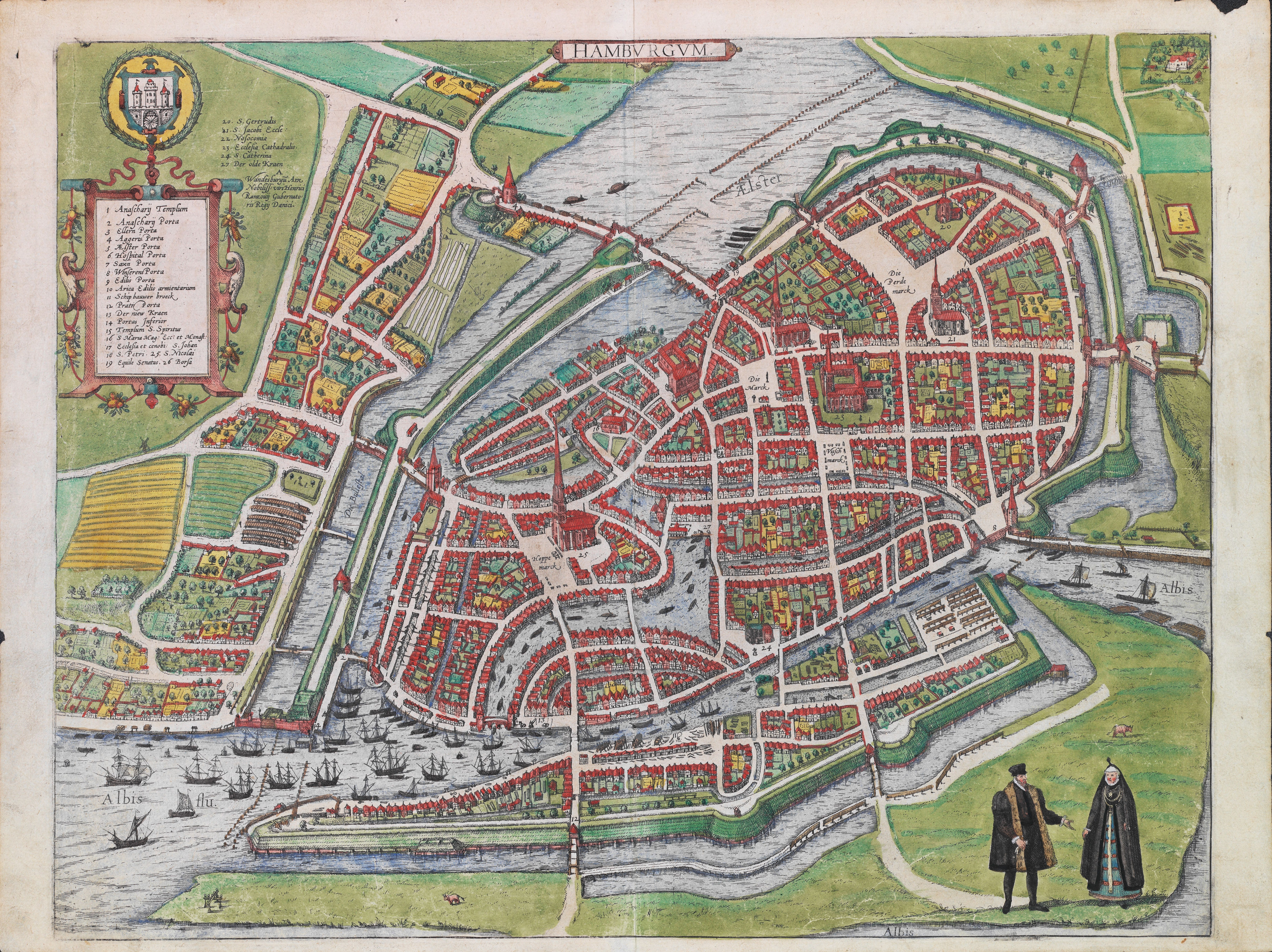
Auf dieser Stadtansicht von 1590 ist das (2.) Millerntor am westlichen Stadtrand als Nr. 3 „Ellern porta“ bezeichnet.

Das erste Millerntor wurde 1246 erstmals urkundlich erwähnt und lag am Nordende des Rödingsmarkts, etwa bei der Kreuzung Alter Wall/Großer Burstah/Graskeller, unmittelbar neben dem Hospital zum Heiligen Geist. 
Das zweite Millerntor wurde 1499 etwa 200 Meter weiter nordwestlich errichtet, zwischen der heutigen Ellerntorsbrücke und dem – allerdings deutlich später entstandenen – Stadthaus. Hier wurde zwischen 1475 und 1547 der Neue Wall aufgeschüttet und ab 1499 das Herrengraben- bzw. Bleichenfleet als zusätzlicher Stadtgraben angelegt. Über diesen Graben führte die Ellentorsbrücke weiter auf die Landstraße nach Westen (Alter und Neuer Steinweg). An diesem Standort wurde das Tor auch als Ellerntor (niederdeutsch für Erlen) oder Düster(n)tor (vgl. Düsternstraße) bezeichnet.
Bei der Anlage des großen Wallringes um die heutige Neustadt wurde das Tor dann noch einmal weiter nach Westen an den heutigen Millerntorplatz verlegt und dort 1623 zunächst als Holzbau ausgeführt, möglicherweise durch den Hamburger Bildhauer Zacharias Hübener († 1650). 1659–63 erbaute der städtische Bauhofmeister Hans Hamelau einen massiven Steinbau mit zweigeschossigem Turm. Der Turm erhielt nach dem Brand der Michaeliskirche 1750 eine Schlaguhr, wurde aber schon 1790 wieder abgetragen, das Tor selbst 1806 im Rahmen der Schleifung der Bastionen entfernt. Über diesem Tor befand sich – wie übrigens auch am ebenfalls von Hamelau erbauten Deichtor – der heute am Hamburger Rathaus angebrachte lateinische Sinnspruch Libertatem quam peperere.
Nach dem Ende der französischen Besatzung wurde 1819–1820 von Carl Ludwig Wimmel anstelle des bisherigen Tores eine neue, zeitgemäße Toranlage gebaut. Wimmels klassizistischer Neubau bestand aus zwei größeren Wach- und Zollgebäuden und zwei kleineren Torhäuschen, zwischen denen sich fünf vier Meter hohe Steinpfosten und ein Metallzaun befanden. Die Zauntore wurden noch bis 1860 während der nächtlichen Torsperre geschlossen.

Zeitweise durften Juden die Stadt Hamburg ausschließlich durch das Millerntor betreten. 

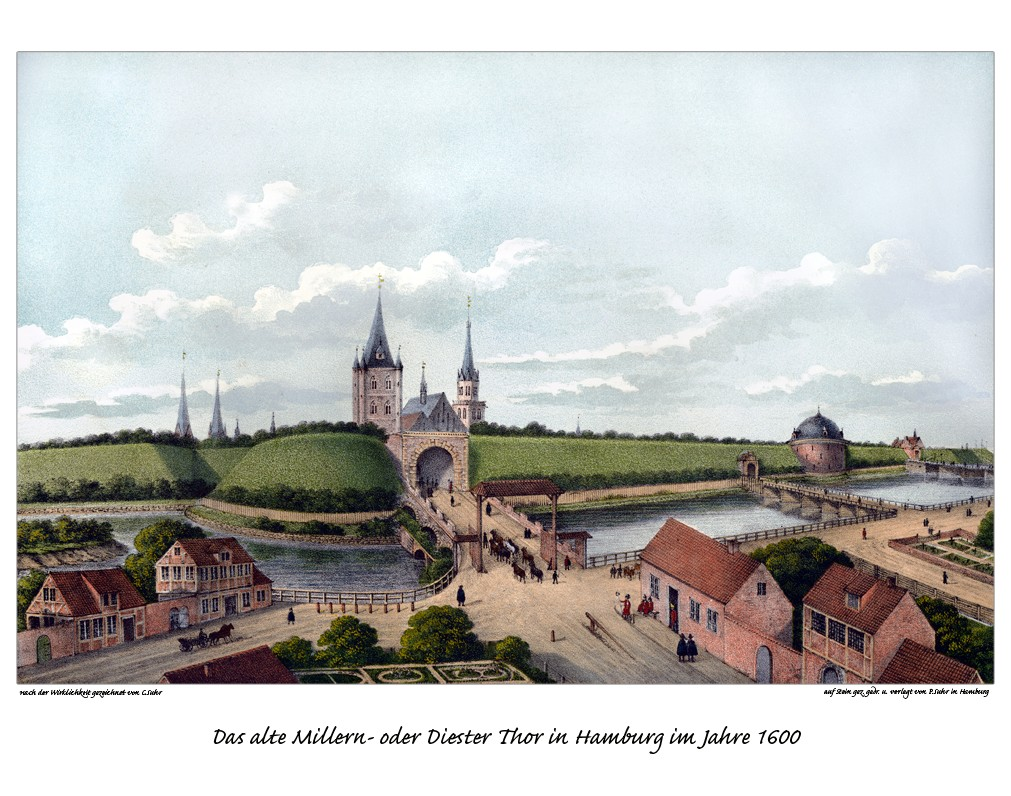
Das 2. Millerntor um 1600 mit der Ellerntorsbrücke
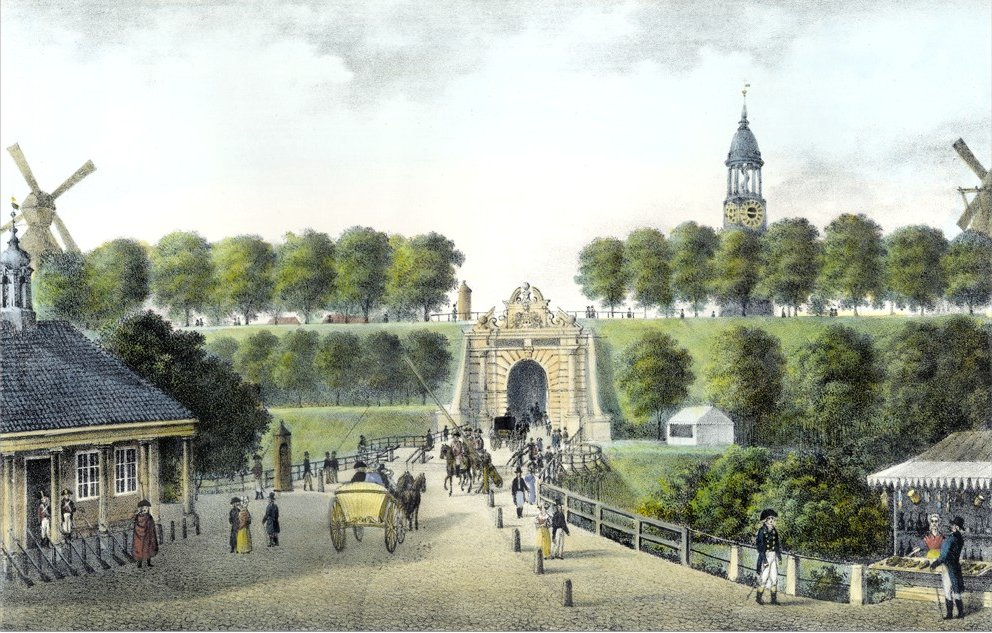
Das 3. Millerntor von Hamelau, um 1800
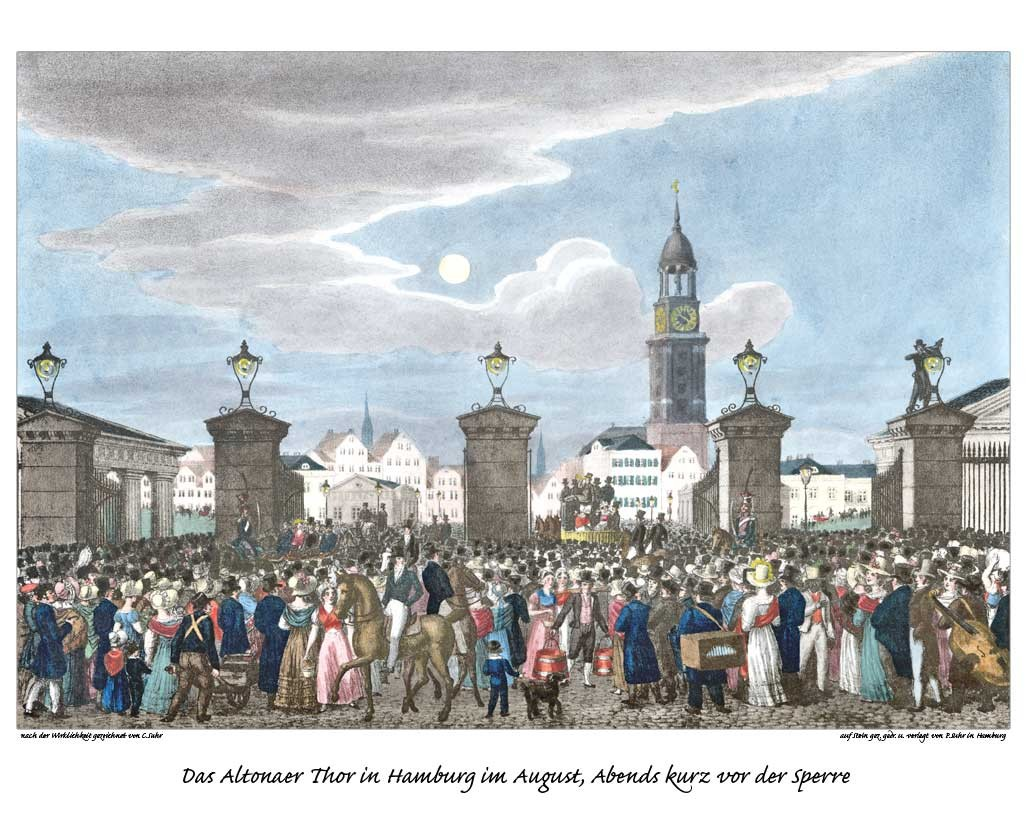
Das 4. Millerntor von Wimmel, nach 1820
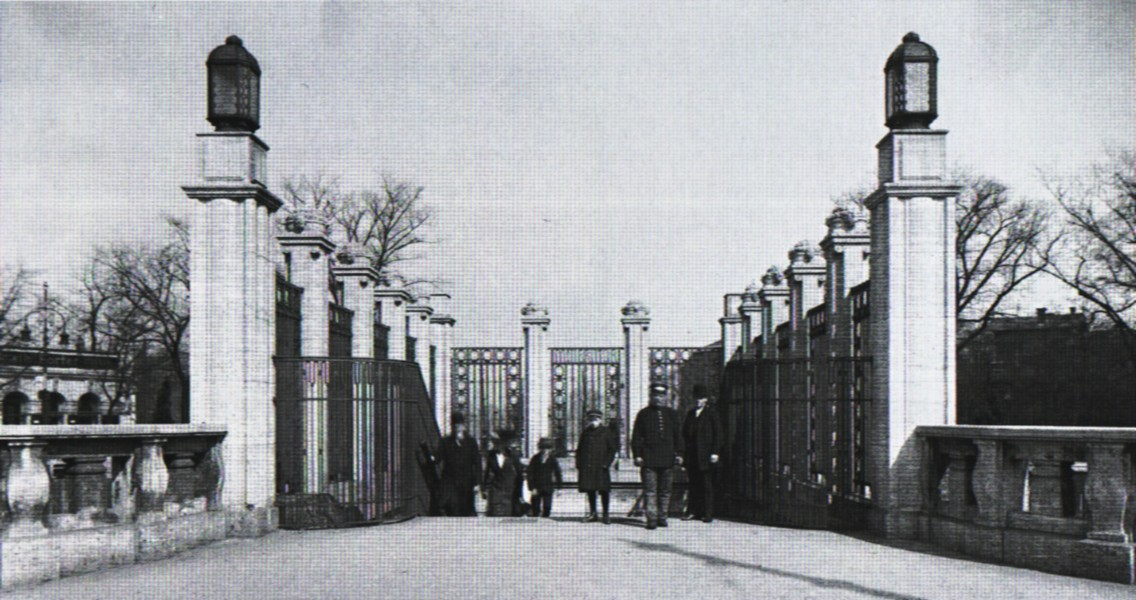
U-Bahnhof Millerntor 1912 (heute Südeingang). Die Pfeiler erinnern an die Form des letzten Tores.

## Namen
Die ursprüngliche Bedeutung des Namens ist umstritten. Sicher ist nur, dass es am ursprünglichen Standort keine Mühle gab – anders als beim anfangs auch als Mölendor bezeichneten Dammtor. In den Urkunden des 13. bis 15. Jahrhunderts wird das (1.) Millerntor als Milderdor, Mildere Dor, Millerdor, porta Milderadis, Mylredor, Mylherdor oder Mylderendor bezeichnet. Lokalhistoriker und Namensforscher haben dies in der Vergangenheit verschiedentlich als „mittleres Tor“ (aufgrund seiner Lage zwischen Dammtor im Norden und Schaartor im Süden) gedeutet oder auch mit der Heiligen Mildred (wegen Milderadis) in Verbindung gebracht. Beide Deutungen werden jedoch bis heute angezweifelt. Eine neuere Deutung führt Mild/Milder stattdessen auf die indogermanische Wurzel *mel- zurück, was auf die staubige oder sandige Bodenbeschaffenheit des ersten Standorts hindeuten könnte.
Die ab dem 16. Jahrhundert (für das 2. Tor) auftauchende Bezeichnung Ellerntor (Ellerntorsbrücke) ist vermutlich eine volksetymologische Umbildung bzw. Umdeutung des älteren und inzwischen nicht mehr verstandenen Namens zu „Ellern“ (niederdeutsch für Erlen). Der seinerzeit ebenfalls volkstümliche Name Düsterntor (vgl. Düsternstraße) verweist auf den langen und vermutlich dunklen Torgang zwischen äußerem und innerem Tor.
Der Name Altonaer Tor war schließlich im 18. und 19. Jahrhundert für das 3. bzw. 4. Tor am heutigen Millerntorplatz in Gebrauch, da von hier aus die Chaussee ins benachbarte Altona führte.

## Millerntorwache
Von den beiden Wachhäusern aus dem 19. Jahrhundert blieb bis heute das nördliche, die sogenannte Millerntorwache, erhalten. Seit Oktober 2013 befindet sich darin das Museum für Hamburgische Geschichtchen, eine von der Alfred Toepfer Stiftung F. V. S. betriebene Außenstelle des Museums für Hamburgische Geschichte. Nach der Methode der Oral History können dort Hamburger ihre persönliche Geschichte rund um Hamburg erzählen. Vor Ort wird diese dokumentiert und anschließend in der Sammlung des Museums archiviert.
Da das Häuschen früher so dicht an der Straße lag, wurde es mehrfach durch Fahrzeuge beschädigt. Im Jahr 2004 wurde es daher nach Instandsetzung um einige Meter in Richtung des Museums versetzt.